# 立场书
立场书（英語：position paper）是对某个问题提出有争议的意见——通常是作者或某些特定实体的意见的文章。立场书发表在学术界、政治、法律和其他领域，目的是让听众相信所提出的意见是有效的并且值得倾听。
立场书的范围从最简单的给编辑部的“读者来信”(英語：letter to the editor)到最复杂的学术形式。大型组织也使用立场书来公开该组织的官方理念和建议。

## 适用范围

### 学术
学术界的立场书可以用以讨论新兴主题，通过对该主题的广泛客观讨论，来证实或证伪提出的意见或立场。

### 政治
立场书介于绿皮书和白皮书之间，因为它肯定意见并提出解决方案，但没有具体说明应如何实施。
立场书可以产生对另一个人或组织的观点的深刻理解，这就是为什么它们通常被政治运动、政府组织、外交界、以及塑造价值观的工作中使用（例如通过公共服务公告）和组织品牌。

### 法律
法律中的立场书称为非文件。